# Constantin Tudosie
Constantin Gavrilă Tudosie (n. 23 martie 1950, Leu, România) este un handbalist român, care a făcut parte din lotul echipei naționale de handbal a României, care a fost medaliată cu aur la Campionatul Mondial, Berlin 1974, cu argint olimpic la Montreal 1976 și cu bronz olimpic la München 1972.

## Distincții
- Ordinul „Meritul Sportiv” clasa I (29 martie 1974) „pentru comportarea remarcabilă și ocuparea locului I la Campionatul mondial de handbal masculin – ediția 1974 –, precum și pentru contribuția deosebită adusă la dezvoltarea acestui sport și la creșterea prestigiului sportului românesc pe plan internațional”[3]
- Ordinul „Meritul Sportiv” clasa a II-a (18 august 1976) „pentru rezultatele deosebite obținute la Jocurile olimpice de vară de la Montreal – 1976, precum și pentru contribuția adusă la dezvoltarea activității sportive și la creșterea prestigiului sportului românesc pe plan internațional”[4]